# Germerode
Germerode ist ein Ortsteil der Gemeinde Meißner im Werra-Meißner-Kreis in Hessen (Deutschland).

## Geographische Lage
Germerode liegt im Geo-Naturpark Frau-Holle-Land (Werratal.Meißner.Kaufunger Wald) im südöstlichen Vorland des Hohen Meißners. Nachbarorte sind Vockerode im Norden, Abterode im Nordosten, Alberode und Vierbach im Südosten und Rodebach im Südwesten. Durchflossen wird es vom Vierbach.

## Geschichte
Germerode wurde erstmals im Jahre 1186 erwähnt. Schon 1154/55 wurde das Kloster Germerode genannt. Es war das Hauskloster vieler Mitglieder des niederhessischen Adels. Das Prämonstratenser-Doppelkloster ist eines der bedeutendsten Bauwerke in Nordhessen. Das Gut Mönchhof war früher ein Vorwerk des Klosters.

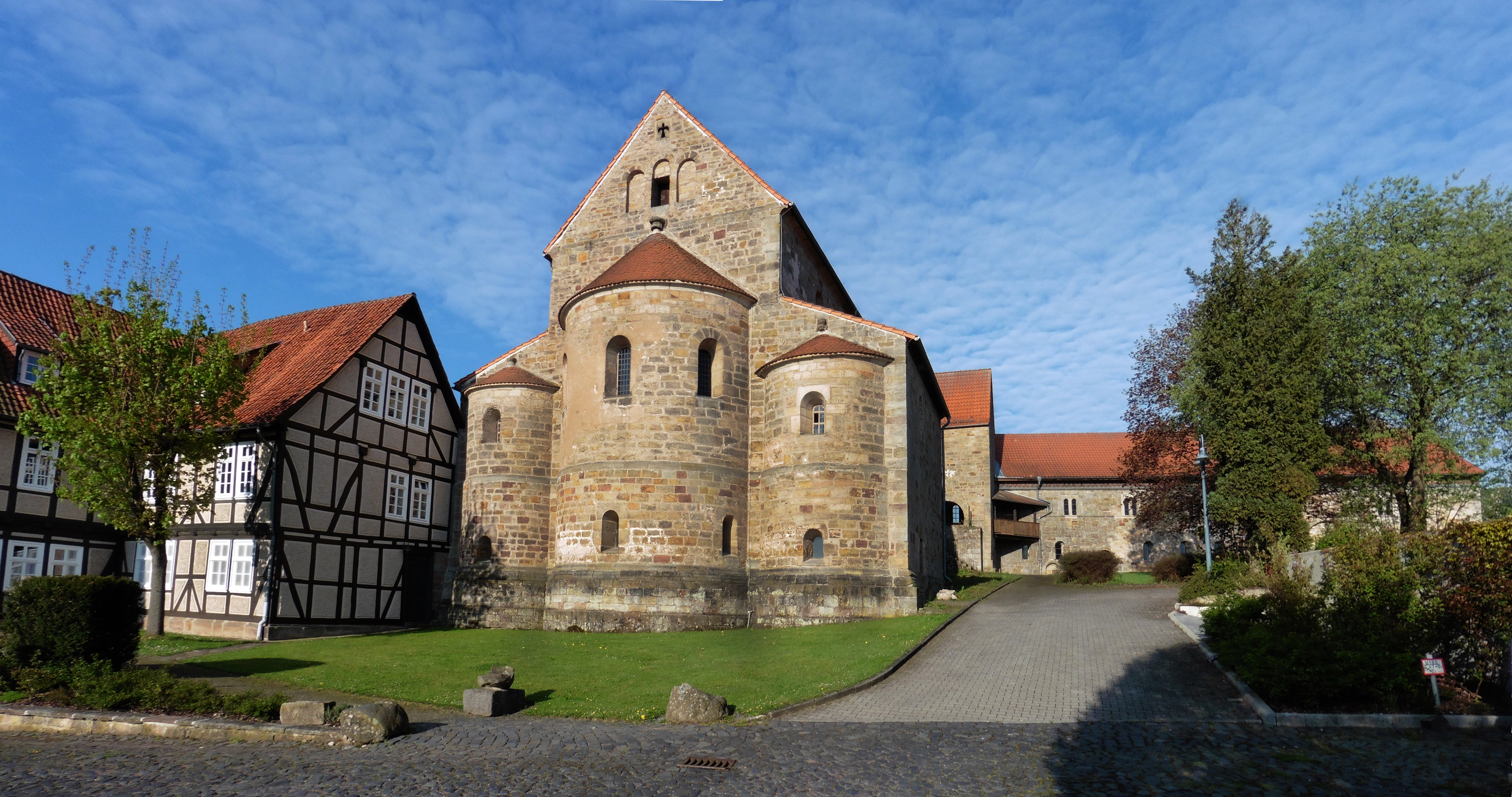
Ehemaliges Kloster Germerode 2015
Ehemaliges Kloster vor 1900

Am 31. Dezember 1971 schlossen sich im Zuge der Gebietsreform in Hessen die bis dahin selbständigen Gemeinden Abterode, Alberode, Germerode, Vockerode, Weidenhausen und Wellingerode zur neuen Großgemeinde Meißner zusammen.

## „Mohndorf“ Germerode

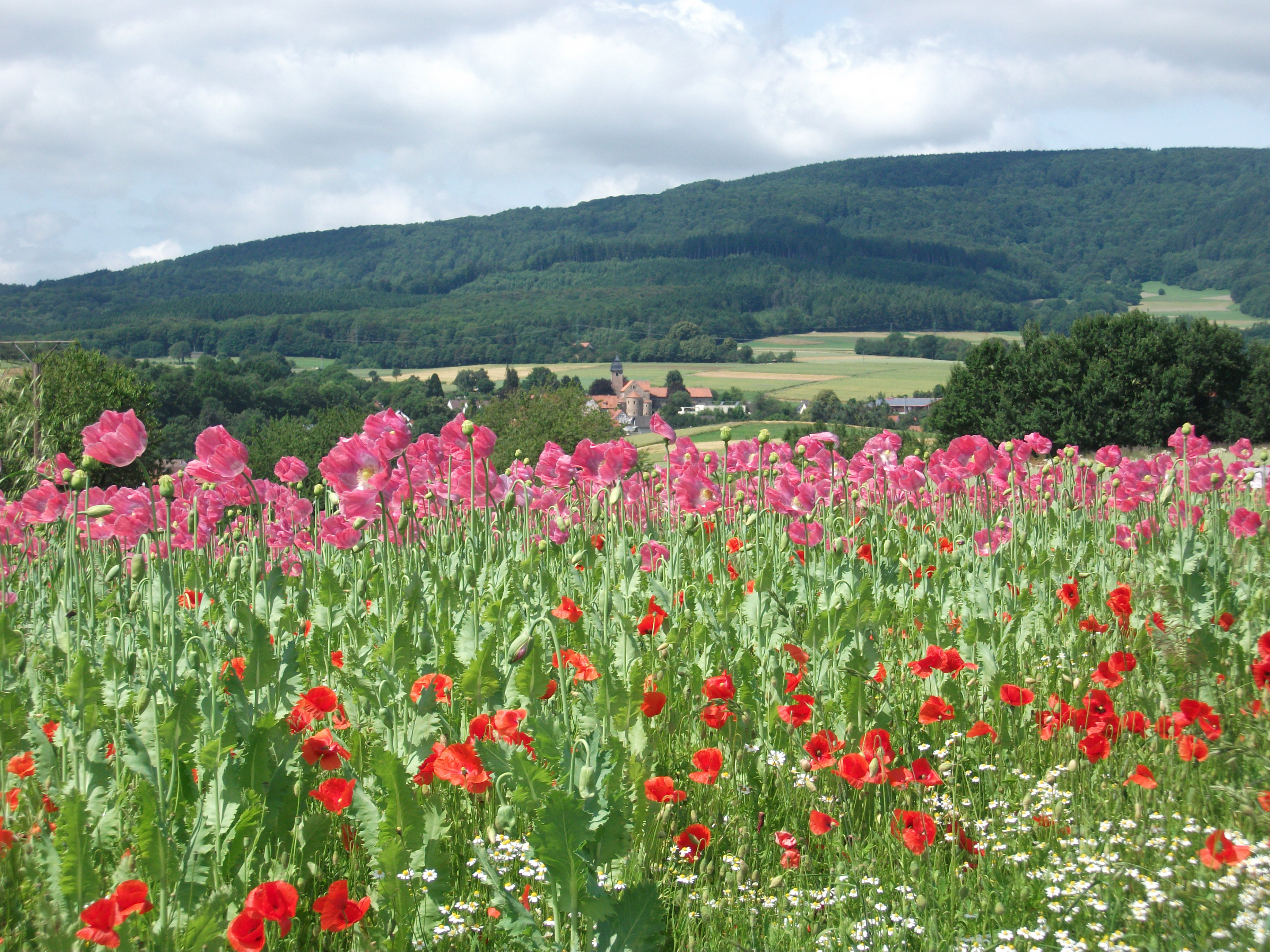
Schlafmohn mit Ackerbegleitflora in Germerode: Blick auf den Hohen Meißner.

Der Mohnanbau in Germerode am Hohen Meißner begann 2009 auf einer Fläche von 1,5 Hektar, die dem Wirt vom Landhotel Meißnerhof gehörte, der als Landwirt einige Felder besaß und schon eine Ölmühle zur Rapsölherstellung betrieb. Angebaut wurde der morphinarme Schlafmohn, dessen Samen sich vielfältig in der Küche für süße und herzhafte Speisen verwenden lassen. Dank ihres hohen Fettgehalts werden die Mohnsaaten auch zur Gewinnung von Öl genutzt. Wegen der Einbeziehung des Schlafmohns in das Betäubungsmittelgesetz ist der Anbau nur mit Genehmigung der Bundesopiumstelle erlaubt.
Der Mohnanbau etablierte sich in nur wenigen Jahren. Jedes Jahr vergrößerte sich die Anbaufläche: 2012 auf 5,5 Hektar, 2013 schon auf rund neun Hektar. 2015 blühte der pinkfarbene Kulturmohn dann auf einer Fläche von 15 Hektar und 2018 wurden rund 20 Hektar bestellt. Der Mohn erfordert einen stetigen Wechsel der Felder. War in einem Jahr auf einem Feld Mohn angebaut, sollte erst nach frühestens drei Jahren auf derselben Fläche wieder Mohn ausgesät werden.
Mit der Zahl der Felder wuchs auch die Zahl der Besucher. 2017 sollen es 25.000 gewesen sein, schätzten die Verantwortlichen. Durch kluge touristische Vermarktung des Geo-Naturparks Frau-Holle-Land hat die Mohnregion mittlerweile deutschlandweit einen hohen Bekanntheitsgrad erreicht.
Die Felder sind nicht umzäunt und frei zugänglich. Auf einem drei bis vier Kilometer langen Weg, stellenweise mit Stroh unterlegten Pfaden, können Besucher mitten durch die Blütenpracht mehrerer Mohnfelder und ihrer bunten Begleitfelder wandern. Rund um die Blüte, die meist nicht vor Ende Juni beginnt, gibt es jedes Jahr ein umfangreiches Veranstaltungsprogramm. Planwagenfahrten, geführte Mohnblütenwanderungen, „Prosecconächte“ und aus einem kleinen Mohncafé wurde die „Mohntenne“.
Die Internetseite des Geo-Naturparks Frau-Holle-Land und ein „Mohntelefon“ informieren darüber, wie weit sich die Blüten des Mohns schon entwickelt haben.

## Kultur und Sehenswürdigkeiten
- Südwestlich außerhalb des Dorfes befindet sich der Bergwildpark Meißner.
- Im Sommer blühen pinkfarbene Mohnfelder rund um das Dorf.

## Infrastruktur
- Im Ort gibt es ein Dorfgemeinschaftshaus.
- Im Ort gibt es in einer ausgedienten Telefonzelle ein öffentliches Bücherregal, genannt „Wanderbücherei“.

## Persönlichkeiten
Söhne und Töchter der Gemeinde
- Karl Kröger (1824–1897), Landrat des Kreises Rinteln
- Klaus Lüderssen (1932–2016), Rechtswissenschaftler und Rechtssoziologe
- Peter Gölitz (* 1952), Chemiker